# Eugène de Ligne (1804-1880)
Eugène François Charles Joseph Lamoral de Ligne (Brussel, 28 januari 1804 - 20 mei 1880), 8ste prins van Ligne, prins van Amblise en Epinoy, was een Belgisch edelman en liberaal politicus. Hij was de kleinzoon en als prins sinds 1814 de opvolger van Charles-Joseph de Ligne.

## Familie
Geboren in Brussel als Eugène-François-Charles-Lamoral (Nederlands: Eugène Frans Karel Lamoraal), was hij de zoon van prins Lodewijk-Eugène de Ligne (1766-1813) en van gravin Louisa van der Noot de Duras (1785-1863). Aldus behoorde hij tot een oud, invloedrijk, adellijk geslacht. Via zijn grootmoeder langs vaderszijde was hij verbonden met de soevereine prinsen van Liechtenstein. Zijn vader was de tweede zoon van Charles-Joseph de Ligne en stierf, net als zijn oudere broer, Charles Joseph Antoine de Ligne (1752-1792) nog voor zijn grootvader.
De Ligne had een jongere broer en zus die allebei op jonge leeftijd stierven.

## Prins de Ligne
In 1814 erfde hij de titels en een groot deel van de bezittingen van zijn grootvader, prins Charles-Joseph de Ligne. Zijn vader was een jaar voordien reeds overleden op 47-jarige leeftijd. Hij werd aldus prins van Ligne en van het Heilige Roomse Rijk, prins van Amblise en Epinoy en grande van Spanje eerste klasse.

## Huwelijken
De Ligne trouwde drie maal:
- op 12 mei 1823 met Marie-Mélanie de Conflans (1802-1833), van wie twee zoons;
- op 28 juli 1834 met Nathalie-Charlotte de Trazegnies (1811-1835), dochter van de overtuigde orangist, markies Georges de Trazegnies (1762-1849), van wie één dochter;
- op 28 oktober 1836 met Hedwige-Julie-Wanda, prinses Lubomirska (1815-1895), van wie twee zoons en twee dochters.

Drie zoons zorgden voor nageslacht. Erfgenaam was zijn kleinzoon Louis de Ligne (1854-1918), zoon van zijn oudste zoon Henri de Ligne (1824-1871).

## Onder het Verenigd Koninkrijk
Reeds op 13 augustus 1816, ten tijde van het Verenigd Koninkrijk der Nederlanden, werd Eugène de Ligne benoemd in de Ridderschap van de provincie Zuid-Brabant, wat meteen de erkenning inhield van zijn adellijke status en van zijn prinselijke titels, voor hem en al zijn nakomelingen.
Op 18 augustus 1830 werd dit benoemingsbesluit ingetrokken en de inschrijving op de officiële adelslijst geschrapt, omdat hij zonder toestemming te vragen, kamerheer van de Oostenrijkse keizer was geworden. Dit besluit werd in België niet gepubliceerd en derhalve niet voor rechtsgeldig gehouden.
Dit belette niet dat hij in 1830 tot diegenen behoorde die de eenheid van het Verenigd Koninkrijk wilden bewaren. Hij behoorde tot een van de delegaties die hierover met de prins van Oranje besprekingen ging voeren. Bij de vorming van de nieuwe Belgische staat was hij niet betrokken. Het is een legende dat hem de Belgische troon zou zijn aangeboden en nog méér dat hij hiervoor kandidaat zou zijn geweest.
Hij bleef de Nederlandse monarchie trouw en was in 1834 de eerste onder de notabele Belgen die aan een inschrijving deelnamen om de paarden van de kroonprins van Oranje, die zich nog in de stoeterij in Tervuren bevonden, aan te kopen naar aanleiding van hun publieke verkoop. Hij haalde zich hierdoor de volkswoede op de hals en zijn residentie in Brussel werd geplunderd. Naar aanleiding hiervan trok hij zich terug in Wenen.

## Na de Belgische onafhankelijkheid
In 1837 legde hij zich bij het feit van de Belgische onafhankelijkheid neer, keerde terug en doorliep vervolgens een briljante loopbaan.
In 1838 vertegenwoordigde hij België bij de kroning van koningin Victoria.
Van 1842 tot 1848 was hij ambassadeur in Parijs, en in 1848-1849 bij de Heilige Stoel en de overige Italiaanse landen.
In 1849 werd hij verkozen tot liberaal senator voor het arrondissement Aat en hij vervulde dit mandaat tot in 1879. Hij was voorzitter van de Hoge Vergadering van 1852 tot 1879. In 1856 vertegenwoordigde hij het land bij de kroning van tsaar Alexander II.
Toen de liberale partij de strijd aanbond met het katholiek onderwijs, en minister Pierre Van Humbeeck de wet op het lager onderwijs liet goedkeuren in 1879, kon hij dit niet bijtreden en verliet de politiek. Hij was de enige liberale senator die tegen de wet stemde.
In 1863 was de Ligne benoemd tot minister van Staat.

## Onderscheidingen
- 1838: Grootlint in de Leopoldsorde
- Grootkruis in het Legioen van Eer
- 1846: Ridder in de Orde van het Gulden Vlies

## Voorouders
| Voorouders van Eugène de Ligne | Voorouders van Eugène de Ligne                                                      | Voorouders van Eugène de Ligne                                                      | Voorouders van Eugène de Ligne                                                                         | Voorouders van Eugène de Ligne                                                                         | Voorouders van Eugène de Ligne                                                                         | Voorouders van Eugène de Ligne                                                                         | Voorouders van Eugène de Ligne                                                                     | Voorouders van Eugène de Ligne                                                                     |
| ------------------------------ | ----------------------------------------------------------------------------------- | ----------------------------------------------------------------------------------- | --- | --- | --- | --- | -------------------------------------------------------------------------------------------------- | -------------------------------------------------------------------------------------------------- |
| Overgrootouders                | Claude Lamoral II van Ligne (1685-1766) ∞ Elisabeth Alexandra zu Salm (1704-1739)   | Claude Lamoral II van Ligne (1685-1766) ∞ Elisabeth Alexandra zu Salm (1704-1739)   | Emanuel van Liechtenstein (1700-1771) ∞ Maria Anna Antonia van Dietrichstein-Weichselstädt (1706-1777) | Emanuel van Liechtenstein (1700-1771) ∞ Maria Anna Antonia van Dietrichstein-Weichselstädt (1706-1777) | Philips Joseph van de Noot van Duras (1710-1746) ∞ Honorine Francesca Antoinette van Hamme (1707-1793) | Philips Joseph van de Noot van Duras (1710-1746) ∞ Honorine Francesca Antoinette van Hamme (1707-1793) | ? (-) ∞ ? (-)                                                                                      | ? (-) ∞ ? (-)                                                                                      |
| Grootouders                    | Charles-Joseph de Ligne (1735-1814) ∞ Marie Franziska van Liechtenstein (1739-1821) | Charles-Joseph de Ligne (1735-1814) ∞ Marie Franziska van Liechtenstein (1739-1821) | Charles-Joseph de Ligne (1735-1814) ∞ Marie Franziska van Liechtenstein (1739-1821)                    | Charles-Joseph de Ligne (1735-1814) ∞ Marie Franziska van Liechtenstein (1739-1821)                    | Johannes Filips van der Noot van Duras (1746-1803) ∞ Florence van Ruijsschen d'Elissem (1766-1801)     | Johannes Filips van der Noot van Duras (1746-1803) ∞ Florence van Ruijsschen d'Elissem (1766-1801)     | Johannes Filips van der Noot van Duras (1746-1803) ∞ Florence van Ruijsschen d'Elissem (1766-1801) | Johannes Filips van der Noot van Duras (1746-1803) ∞ Florence van Ruijsschen d'Elissem (1766-1801) |
| Ouders                         | Lodewijk-Eugène de Ligne (1766-1813) ∞ Louisa van der Noot de Duras (1785-1863)     | Lodewijk-Eugène de Ligne (1766-1813) ∞ Louisa van der Noot de Duras (1785-1863)     | Lodewijk-Eugène de Ligne (1766-1813) ∞ Louisa van der Noot de Duras (1785-1863)                        | Lodewijk-Eugène de Ligne (1766-1813) ∞ Louisa van der Noot de Duras (1785-1863)                        | Lodewijk-Eugène de Ligne (1766-1813) ∞ Louisa van der Noot de Duras (1785-1863)                        | Lodewijk-Eugène de Ligne (1766-1813) ∞ Louisa van der Noot de Duras (1785-1863)                        | Lodewijk-Eugène de Ligne (1766-1813) ∞ Louisa van der Noot de Duras (1785-1863)                    | Lodewijk-Eugène de Ligne (1766-1813) ∞ Louisa van der Noot de Duras (1785-1863)                    |
| Eugène de Ligne (1804-1880)    |                                                                                     |                                                                                     | | | | | | |